# August Agbola O’Browne
August Agbola O’Browne (* 22. Juli 1895 in Lagos, Nigeria; † 8. September 1976 in London, Großbritannien) war ein nigerianisch-polnischer Jazzmusiker. Er gilt als einziger afrikanischstämmiger Teilnehmer am Aufstand 1944 während des Zweiten Weltkrieges im von den deutschen Nationalsozialisten besetzten Warschau.

## Leben
O’Browne, der im kolonialen Nigeria zur Welt kam, wanderte 1922 in die damals erst seit vier Jahren wieder unabhängige Republik Polen aus. An der Ulica Złota im zentralen Warschauer Stadtteil Wola fand er rasch eine eigene Wohnung und verdiente sein Geld als Schlagzeuger für Jazzmusik in unterschiedlichen Unterhaltungslokalen der wachsenden Metropole. Nachdem er sich als Jazzinterpret etabliert hatte und nebenbei als wandernder Schallplattenverkäufer genügend Geld verdient hatte, heiratete er die Polin Zofia Pykówna und bekam 1928 mit ihr einen Sohn, ein Jahr darauf eine Tochter.
Nach dem Überfall Deutschlands auf Polen 1939 blieb O’Browne in Warschau und schloss sich ab 1941 dem sogenannten Verband für den bewaffneten Kampf an. Eigenen Angaben zufolge nahm er schließlich 1944 an den Kämpfen der Polnischen Heimatarmee gegen die Wehrmacht teil. Als Partisan trug er den Decknamen „Ali“ und war womöglich dem Bataillon „Iwo“ im Süden der Warschauer Innenstadt als Melder unterstellt.
Nach dem Ende des Zweiten Weltkrieges schloss er sich 1949 dem Verband der Kämpfer für Freiheit und Demokratie an, einer staatlich kontrollierten Kriegsveteranenvereinigung in der nun gebildeten Volksrepublik Polen. Im gleichen Jahr bekam O’Browne zunächst eine Stelle im Kulturdezernat der Warschauer Stadtverwaltung, arbeitete nach einigen Jahren allerdings wieder als Schlagzeuger in verschiedenen Restaurants innerhalb Warschaus auf Banketts und Hochzeiten.
1958 wanderte O’Browne nach Großbritannien aus und heiratete dort die Polin Olga Miechowicz, mit der er eine Tochter hatte.

## Ehrung
Die polnische Stiftung für Freiheit und Frieden hat gemeinsam mit polnischen Jazzmusikern und dem Museum des Warschauer Aufstandes in der Warschauer Innenstadt an der Ulica Chmielna ein Denkmal für O’Browne errichtet.